# Установка фракціонування Промікс
Установка фракціонування Промікс – підприємство нафтогазової промисловості в Луїзіані, яке знаходиться у правобережній частині дельти Міссісіппі за чотири десятки кілометрів на південь від Батон-Руж.
Установка, що розпочала свою роботу ще в середині 1960-х років, отримує суміш зріджених вуглеводневих газів з кількох напрямків:
- через власну трубопровідну мережу для транспортування ЗВГ Promix Pipeline, котра подає ресурс із цілого ряду газопереробних заводів, сконцентрованих на західній стороні дельти Міссісіппі – Гібсон, Пелікан, Нептун, Burns Point (раніше також працював ГПЗ Калумет, вхідний потоки якого після 2012-го спрямували на ГПЗ Нептун). Всього система Promix Pipeline станом на 2000 рік мала довжину 315 миль (лінії діаметром 150, 200 та 250 мм) та могла транспортувати до 120 тисяч барелів на добу;
- із системи Tri-States Pipeline, що подає продукцію ГПЗ із штатів Міссісіппі та Алабама. Tri-States Pipeline завершується в Кеннер на західній околиці Нового Орлеану, звідки до фракціонатору в Промікс прокладено з‘єднувальний трубопровід Belle Rose Pipeline довжиною 48 миль та діаметром 300 мм;
- з розташованого у висунутій в Мексиканську затоку частині дельти ГПЗ Веніс, від якого прокладено  трубопровід Фаустіна діаметром 200 мм, котрий під'єднується до Belle Rose Pipeline біля Дональдсонвіля (остання третина шляху між Кеннер та Промікс). Втім, можна відмітити, що з початку 2018 року ГПЗ Веніс почав подавати ЗВГ у трубопровід Каєнна, який веде до іншого фракціонатору в Норко;
- терміналу компанії Dow Chemicals в Плакуемін (дещо північніше на правому березі основного русла Міссісіпі).
Крім того, установка Помікс розташована біч-о-біч з комплексом підземних сховищ Гранд-Байу, котрий є важливим трубопровідним вузлом, під’єднаним зокрема до Louisiana Pipeline System та River Parish Pipeline System.
Збергіання сировини та продукції здійснюється за допомогою кількох сховищ у комплексі Гранд-Байу – для нефракціонованих ЗВГ (1,4 млн барелів), етан-пропанової суміші (1,3 млн барелів), н-бутану  та ізобутану (1,4 та 1,6 млн барелів відповідно), а також газового бензину (0,8 млн барелів).
Видача продукції, окрім як через зазначені вище Louisiana Pipeline System та River Parish Pipeline System  може відбуватись також:
- до промислової площадки Dow Chemicals, котра, зокрема, володіє розташованою в Плакуемін установкою піролізу вуглеводневої сировини;
- на баржах через термінал біля Морган-Сіті, який дає вихід до системи внутрішніх водних шляхів Gulf Intracoastal Waterway;
- автоцистернами.
При цьому річковим та автомобільним транспортом можуть перевозитись всі види продукції окрім етан-пропанової суміші.
Потужність установки після завершеної в 1998 році модернізації збільшилась з 63 до 140 тисяч барелів ЗВГ на добу. В 2016-му фактичний випуск товарних продуктів склав 24,5 млн барелів, в т.ч. в т.ч. етану – 0,14 млн барелів, етан-пропанової суміші – 9,5 млн, пропану – 9,5 млн, н-бутану – 0,6 млн, ізо-бутану – 2,6 млн, фракції пентан+ – 2,2 млн.